# M27 IAR
M27 IAR은 2010년 미국에서 개발한 돌격소총이다.